# Санта Катерина (Ређо ди Калабрија)
Санта Катерина је насеље у Италији у округу Ређо ди Калабрија, региону Калабрија.
Према процени из 2011. у насељу је живело 42 становника. Насеље се налази на надморској висини од 323 м.